# Thomas Ebendorfer
Thomas Ebendorfer ou parfois aussi Thomas d’Haselbach (né le 10 août 1388 à Haselbach en Basse-Autriche - mort à Vienne le 12 janvier 1464), chanoine viennois, est un universitaire et chroniqueur autrichien du XVe siècle.

## Biographie
Ebendorfer étudia à l’Université de Vienne, où il obtint en 1412 le grade de Maître ès Arts. Admis en 1419 en tant que cursor biblicus à la faculté de théologie, il fut employé jusqu'en 1427 par la faculté des Arts où il donnait des conférences sur Aristote et la grammaire latine. Promu licencié (1427) puis Maître de théologie (1428), il devint même doyen de la prestigieuse faculté de théologie, où il enseigna jusqu'à sa mort. 
Il fut élu recteur de l’Université en 1423, 1429, et 1445, et en tant que tel défendit avec zèle les privilèges de cette institution, qu'il représenta au Concile de Bâle (1432 -1434). Il fut délégué au concile de Prague pour tenter de négocier avec les Hussites ; par ailleurs chanoine de la Cathédrale Saint-Étienne de Vienne, il était prieur et curé des paroisses de Perchtoldsdorf et de Falkenstein près de Vienne. 
De 1440 à 1444 il démarcha plusieurs cités en tant qu'ambassadeur de l’empereur Frédéric III. Il quitta prématurément le Concile de Bâle où il désapprouvait aussi bien les arguments du pape que de l'empereur. En revanche, il tenta de s'entremettre entre Frédéric III et le margrave Albert de Brandebourg pour arriver à une paix dans l'Empire ; mais son obstination à défendre les  privilèges de l’Université de Vienne, conjuguée aux médisances de ses adversaires, lui fit perdre la faveur de l'empereur, qui finit par voir en lui un séditieux. 
En 1451–1452 il voyagea en Italie et à Rome il obtint du pape confirmation des privilèges de l’Université de Vienne.
Ses dernières années furent assombries par les guerres intestines menées en 1461-1463 contre l'Autriche par le roi Georges de Bohême.

## Œuvres
Ebendorfer est, avec Philippe de Commynes et le « Bourgeois de Paris », l'un des principaux chroniqueurs du XVe siècle. Son Chronicon Austriæ est un récit monotone mais précis et sincère de l'histoire du Duché d'Autriche de 1400 à 1463, et une source irremplaçable sur l'insurrection hussite. 
Son récit du Concile de Bâle parut sous le titre Diarium gestorum concilii Basileensis pro reductione Bohemorum. Il composa aussi une histoire des empereurs romains intitulée Chronica regum Romanorum. Cependant la plupart de ses écrits n'ont jamais été ré-édités, comme ses commentaires sur les livres de la Bible, ses sermons, et ses essais Liber de schismatibus et Liber Pontificum Romanorum (Cf. Levinson).
- Sermones Dominicales, Strasbourg, 1478
- Chronicon Austriæ, vol. II, Leipzig, Pez, coll. « Scriptores rerum Austriacarum », 1725, p. 689-986Dans cette édition, il manque le livre I et une partie du livre II.
- Diarium gestorum concilii Basileensis pro reductione Bohemorum, vol. I, Vienne, Birk, coll. « Monumenta concilii Basileensis, Scriptores », 1875, p. 701-783
- Chronica regum Romanorum, livres VI et VII, vol. suppl. III, Innsbruck, Pribram, coll. « Mitteilungen des Instituts für österreichische Geschichtsforschung », 1890-1894, p. 38-222